# Manipogo Provincial Park
Manipogo Provincial Park är en park i Kanada.   Den ligger i provinsen Manitoba, i den sydöstra delen av landet, 1 900 km väster om huvudstaden Ottawa. Manipogo Provincial Park ligger 254 meter över havet. Den ligger vid sjön Salt Lake.
Terrängen runt Manipogo Provincial Park är mycket platt. Trakten runt Manipogo Provincial Park är nära nog obefolkad, med mindre än två invånare per kvadratkilometer.. Det finns inga samhällen i närheten. 
Omgivningarna runt Manipogo Provincial Park är en mosaik av jordbruksmark och naturlig växtlighet.